# Balderas
Balderas (amharisch ባልደራስ) war ein Titel am Hof des Negus Negest (Kaisers) von Äthiopien. Diese um 1400 eingeführte traditionelle militärische Würde bedeutet Führer der Schildträger und wurde dem kaiserlichen Großstallmeister verliehen. Unter Kaiser Susniyos (1607 – 1632) führte der Balderas die Kavallerie.